# Скаффолдинг (освіта)
Скаффолдинг — це методика викладання в класі, за якої викладачі проводять заняття окремими сегментами, надаючи все менше підтримки в міру того, як студенти опановують нові концепції чи матеріал.
Наприклад, вчитель біології в середній школі може показати учням відео про мітоз, а потім запропонувати їм виконати коротку вікторину у відкритих зошитах за допомогою глосарію. Після обговорення теми в класі, під час якого вчитель демонструє приклади мітозу і відповідає на запитання учнів, учні можуть повторити тест без підручників, щоб оцінити, наскільки вони засвоїли матеріал.
Цей підхід відрізняється від традиційної моделі «самостійного навчання», коли вчитель просить учнів прочитати статтю як домашнє завдання, написати есе на п'ять сторінок і здати його до кінця тижня без будь-якої додаткової структурованої підтримки. (Студенти, як правило, можуть ставити запитання, але багато з них вагаються). За такого сценарію студенти несуть відповідальність за самостійний пошук нового змісту курсу, що, ймовірно, може виявитися складним завданням для студентів, які не дуже добре засвоюють матеріал за допомогою самостійного навчання.
Термін «рскафординг» вперше був використаний в освітньому контексті в середині 1970-х років американським психологом Джеромом Брунером.

## Відмінність між скаффодингом та диференційованим навчанням
| Скаффодинг | Диференційоване навчання |
| --- | --- |
| Розбиває урок, поняття або навичку на окремі одиниці або частини                                                                              | Пропонує різним учням різні методи навчання |
| Вчителі зменшують свою підтримку в міру того, як учні просуваються по уроку                                                                   | Уроки можуть мати різний формат для різних учнів, з різним рівнем підтримки з боку вчителя                                                                       |
| Дозволяє студентам розвивати автономію | Дозволяє студентам взаємодіяти зі змістом курсу у найзручніший та найефективніший для них спосіб                                                                 |
| Приклад: Прочитайте короткий зміст розділу книги, визначте ключові слова, потім прочитайте розділ у групі і дайте відповідь на короткий тест. | Приклад: Подивіться відео про розділ, визначте ключові слова за допомогою словника, потім перегляньте відео ще раз і вголос підведіть підсумки перед викладачем. |

## Критерії скарфорлінгу[2]
| Критерії скарфорлінгу     | Завдання та виконання критеріїв скарфордінгу                                                                                         |
| ------------------------- | --- |
| Цілеспрямованість         | Завдання має мати ясну мету, на досягнення якої будуть спрямовані дії учня.                                                          |
| Відповідність можливостям | Завдання має бути досить важким для самостійного вирішення, але піддаватися зусиллям учня за сприяння вчителя                        |
| Структурованість          | Виконання завдання має бути організоване так, щоб сприяти природному перебігу думок учня, підштовхуючи його до правильного вирішення |
| Співпраця                 | Учень повинен сприймати вчителя не як наглядача що оцінює, а як соратника                                                            |
| Інтерналізація            | У міру того, як знання та навички засвоюються учнем, зовнішні «підпірки» варто поступово прибирати                                   |

## Основні принципи скарфордінга
| Основні принципи скарфордінга    | Діяльність вчителя при реалізації скарфордінга |
| -------------------------------- | --- |
| Привернути увагу                 | Вчитель повинен зацікавити учня і домогтися його готовності дотримуватися правил виконання завдання                                                                                               |
| Обмежити свободу діяльності      | Вчитель повинен спростити завдання, скоротивши кількість дій, необхідні її вирішення. Педагог бере на себе всі зайві дії, а учневі дозволяє зосередитися на одному або кількох кроках — головних. |
| Утримувати увагу до мети         | Заохочувати учня, щоб він не втратив мотивацію. Також варто враховувати, що учні схильні повторювати попередні успіхи.                                                                            |
| Наголошувати на важливих деталях | Вчитель повинен звертати увагу учня на значні деталі завдання |
| Не допускати фрустрації студента | Працювати над завданнями у супроводі вчителя має бути комфортніше, ніж без нього |
| Демонструвати рішення            | Також педагог може попросити учня пояснити, яким бачиться рішення, і спробувати його реалізувати. Потім вчитель може повторити рішення, яке продемонстрував учень, але у досконалішій формі       |

## Переваги
Ще до того, як концепція риштування отримала назву, вона зарекомендувала себе як важливий підхід до навчання. Вчителі знаходять, що скаффолдинг:
- Підвищує ймовірність того, що учні запам'ятають нову інформаціюДопомагає пов'язати фундаментальні знання з новими концепціями
- Залучає учнів до навчання і відстеження власного прогресу
- Надає студентам більше автономії та незалежності в класі
- Ліквідує прогалини в знаннях студентів у традиційно складному змісті курсу
- Зменшує почуття розчарування, розгубленості та негативного самосприйняття студентів у класі
- Покращує комунікацію між студентами та викладачами
- Дозволяє студентам «продуктивно помилятися» та заохочує звертатися за допомогою
- Зберігає заняття організованими та за розкладом

Коли і викладачі, і студенти можуть слідувати навчальній дорожній карті та брати активну участь у передачі знань, менше студентів губляться і відмовляються від складних концепцій. Якщо вчитель обирає диференційовані уроки для певних учнів, загальна успішність учнів, швидше за все, зросте.
Якщо вчителі не знайомі з методикою «риштування», впровадження цієї стратегії на практиці може бути складним або забирати багато часу. Однак переваги покращеного засвоєння знань і кращої загальної успішності значно переважають витрачені зусилля. Незабаром використання риштування стане природною частиною процесу планування уроків.

## Стратегія використання[1]
Незалежно від підходу до викладання, вчителі завжди повинні знайомити учнів з новими поняттями у спосіб, що відповідає їхньому поточному рівню розуміння. Вчитель геометрії в десятому класі не почне вивчення теореми Піфагора, не переконавшись, що учні знають, що таке гіпотенуза.
Після того, як вчитель визначив відправну точку своїх учнів, він може будувати новий зміст курсу, дотримуючись цього процесу: Розбийте новий урок на окремі частини
Створіть завдання для кожної частини
Обговоріть з учнями кожне завдання перед тим, як вони почнуть працювати
Поясніть мету уроку чи завдання — дайте відповідь на одвічне питання: «Навіщо нам це потрібно знати?»
Об'єднайте учнів у групи для обговорення завдання, планування свого підходу та підтримки один одного
Надайте учням підказки або приклади виконаних завдань, щоб вони могли порівняти свій прогрес.
Запропонуйте студентам презентувати свої роботи для отримання зворотного зв'язку та/або оцінювання, щоб оцінити розуміння.
Приклади деяких з цих кроків можна проілюструвати за допомогою конкретних стратегій роботи з риштуванням, зокрема
- Показуй і розповідай: Вчитель моделює процес або кінцевий продукт, щоб учні могли побачити, що вони мають створювати. Метод «показуй і розповідай» можна використовувати для демонстрації алгебраїчних рівнянь, наукових моделей, художніх технік і багато чого іншого. Вчителі навіть можуть розширити метод «покажи і розкажи» до виконання першого завдання разом з учнями після початкової демонстрації.
- Встановлення зв'язків з реальним життям: Іноді учням буває складно зрозуміти, навіщо їм потрібно щось знати або як це пов'язано зі світом за межами школи. Як вчитель, поділіться прикладом того, як академічна концепція застосовується у вашому власному житті, а потім запитайте учнів, чи знають вони подібні приклади.
- Почніть зі словника: Якщо учень зустріне незнайоме йому слово в тексті про нову концепцію, він може відчути себе не в своїй тарілці, і його зацікавленість може знизитися. Перш ніж розпочати новий урок або дати завдання для самостійного читання, переконайтеся, що учні зрозуміли ключові слова, щоб вони не загубилися. Знову ж таки, пов'яжіть нові слова з поняттями, з якими студенти вже знайомі, і попросіть їх створити власні словникові картки або «шпаргалки» (з прикладами), до яких вони зможуть повертатися.
- Використовуйте наочні посібники: Існує незліченна кількість досліджень, які демонструють збільшення запам'ятовування візуальної інформації порівняно зі слуховою (наприклад, це дослідження Університету Теннессі). Зокрема, було виявлено, що перегляд зображень або візуальних демонстрацій допомагає студентам краще зрозуміти і запам'ятати ключові концепції, ніж просто слухати, як викладач пояснює їх. Схеми, моделі, слайд-шоу, відео та інші візуальні інструменти можуть допомогти учням у навчанні.

Не кожен учень відчує, що йому потрібно стільки ж наочності, скільки й іншим; деякі учні можуть продемонструвати певні алгебраїчні рівняння після одного уроку, тоді як іншим може знадобитися тижнева демонстрація вчителя, щоб засвоїти матеріал, який вони вивчають.

## Навчальна діяльність на основі скаффодингу[1]
Готуючись до уроку з нового матеріалу, вчителі повинні спочатку переконатися, що учні мають адекватний контекст. Це може бути навіть базова, фундаментальна інформація — наприклад, коли вчитель починає урок про Бостонське чаювання, він повинен переконатися, що учні знають, де знаходиться Бостон, що таке податки, чому чай був таким важливим у той час і чому Британію могло хвилювати, що корабель з чаєм опинився в Бостонській гавані. «Ніякого оподаткування без представництва!» нічого не означає, якщо учні не розуміють, що означає кожне з цих слів.
Після того, як вчитель встановить базовий рівень розуміння учнів, чи то за допомогою дискусії в класі, чи короткої дослідницької вікторини, він може визначити цілі уроку і приступити до створення плану уроку.
Ось деякі вправи, які учні можуть виконувати, коли вони починають вивчати нові поняття:
Акваріум
Запропонуйте учням тему для обговорення, можливо, керуючись набором запитань. Виберіть приблизно чверть класу, щоб вони сіли в коло або групу посеред класу. Попросіть решту учнів сісти по краях центральної групи і слухати, як ця група обговорює тему. Спостерігачам не дозволяється говорити, поки менша група розмовляє між собою.
Приблизно через 15-20 хвилин обговорення розділіть малу групу між рештою класу і об'єднайте їх у нові групи рівного розміру. Тепер спостерігачі можуть обговорити почуте з членами меншої групи, запропонувати різні точки зору.
Думки вголос
Ця техніка добре підходить для вправ на розуміння прочитаного, але також може бути застосована для математичних вправ. Вчитель читає уривок вголос, а учні повторюють за ним. Щоразу, коли вчитель досягає потенційної точки непорозуміння для учнів — наприклад, незнайоме слово або географічна назва — вони зупиняються і обмірковують проблему вголос, можливо, за допомогою заздалегідь підготовлених запитань. Коли учні продовжують читати уривок вголос, вчитель зупиняється і ставить кілька своїх запитань, на які учні мають відповісти.
Зрештою, учнів просять продовжити читання вголос (якщо вони в змозі), роблячи паузи, щоб обдумати або поставити запитання своїм однокласникам.
Ментальні карти та концептуальні карти
Щоб продемонструвати розуміння нової теми, вчителі можуть запропонувати учням створити інтелект-карту як візуальне представлення цієї теми. Наприклад, якщо учні щойно дізналися про пінгвінів в Арктиці, вони повинні почати малювати діаграму з «пінгвіном» у центрі, а потім зробити «гілки» від цієї центральної теми, які ведуть до характеристик пінгвіна, включаючи те, що він їсть, де він живе і які його хижаки.
На концептуальній карті учнів просять взяти все, що вони знають про ширшу тему — наприклад, про Арктику — і з'єднати всі розрізнені поняття, які вони знають про цю тему. Концептуальна карта Арктики може пов'язувати пінгвінів з елементами ландшафту і клімату, іншими тваринами і впливом людини на їхнє середовище проживання.